# Илья (альманах)
«Илья» — литературно-художественный альманах, издаётся с 2002 года в Москве Фондом памяти Ильи Тюрина. Периодичность — ежегодник, объем 280—300 стр., тираж — 1000 экз.
Издается по итогам ежегодного литературного конкурса «Илья-Премия». С 2002 года вышло 8 выпусков альманаха. При этом в альманахе были опубликованы произведения более 300 авторов из разных регионов России, Беларуси, Украины, Казахстана, стран дальнего зарубежья. Это — поэт Илья Тюрин, давший имя альманаху, лауреаты Илья-премии, такие как, Анна Павловская, Павел Чечёткин, Андрей Нитченко, а также известные российские поэты, прозаики, публицисты. Среди них Юрий Кублановский, Марина Кудимова, Валентин Курбатов, Юрий Беликов, Юрий Влодов, Ефим Бершин, Вилли Мельников, Константин Иванов и ныне ушедшие: Юрий Левитанский, Алексей Решетов, Татьяна Бек, Анатолий Кобенков, Ольга Татаринова, Михаил Сопин и др.
Редакционный совет альманаха год от года меняется, неизменным остается одно: его составляют члены жюри конкурса «Илья-Премия». В разные годы это — Марина Кудимова (председатель жюри), Юрий Беликов, Юрий Кублановский, Александр Москаленко, Владимир Монахов, Игорь Блудилин, Александр Мелихов, Константин Иванов, Валентин Курбатов, Владимир Можегов, Сергей Фаустов, Алексей Филимонов, Ирина Медведева, Николай Тюрин и другие.
Альманах «Илья» иллюстрирован рисунками авторов издания. Распространяется по библиотекам России, на фестивалях и вечерах поэзии, в книжных магазинах и клубах.